# Bernard Moras
Mons. Bernard Blasius Moras (* 10. srpna 1941 Kuppepadavu) je indický katolický duchovní a arcibiskup Bangalore.

## Životopis
Narodil se 10. srpna 1941 v Kuppepadavu Francisi Moras a Monthin Moras. Po školní docházce dne 30. června 1959 vstoupil do St. Joseph’s Seminary kde se věnoval církevním studiím. Na kněze byl vysvěcen 6. prosince 1967 v rodné farnosti Kuppepadavu. Je absolventem Univerzity v Karnátace a dostal diplomy z nemocniční administrace, personálního managementu (New Delhi) a pastorační péče v nemocnicích. Působil jako asistent ředitele a kaplan Charitativní instituce Svatého Antonína Jeppu, asistent ředitele a ředitel Charitativní a nemocniční instituce Fr. Muller - Kankanady, farář Mother of Sorrows Church, Udupi. Dne 30. listopadu 1996 ho papež Jan Pavel II. jmenoval biskupem diecéze Belgaum a na biskupa byl vysvěcen 25. února 1997 z rukou Simona Ignatiuse Pimenty, Aloysiua Paula D’Souza, Ignatiuse P. Loba. Funkci biskupa diecéze Belgaum vykonával až do 22. července 2004 kdy byl zvolen arcibiskupem Bangalore a slavnostně byl uveden do úřadu 17. září téhož roku. Od 18. listopadu 2006 do 15. března 2008 vykonával funkci apoštolského administrátora diecéze Bellary.